# Ещё раз про любовь (альбом)
«Ещё раз про любовь» — концептуальный студийный альбом российской певицы Алёны Апиной, выпущенный в 2010 году лейблом «Студия „Союз“». Проект записан в жанре ретро-поп/русский шансон и стилизован под разговор в поезде.
Диск содержит материал таких авторов-исполнителей и поэтов как Григорий Заречный, Виктор Третьяков, Михаил Танич, Лидия Козлова и прочих. Основным композитором, аранжировщиком и продюсером альбома выступил Андрей Косинский.

## Об альбоме
Диск вышел на лейбле «Студия „Союз“» в декабре 2010 года. Проект выполнен в виде единого музыкально-литературного произведения, своеобразной эстрадной сюиты. Концепция пластинки — разговор в поезде женщины с нелегкой судьбой. Все треки объединены общим сюжетом — героиня рассказывает случайному попутчику веселые и не очень истории о женской доле, деланно смеется, подспудно задумываясь: а не он ли моя судьба? Рассуждения героини переданы с помощью коротких интермедий, которые служат связующим звеном между песнями. Эти сценки следуют в русле доверительного общения со слушателем (реплики читает сама Апина), свойственного альбому в целом, в том числе аннотациям в буклете. Таким образом на диск вошло 17 треков: 9 песен и 8 интермедии. Его продюсером выступил Андрей Косинский, написавший также музыку для нескольких композиций и всех аудиосценок. Ранее он помогал Апиной в работе над другим концептуальным проектом — музыкальным спектаклем «Лимита» (1994).
Атмосфера альбома выдержана в эстетике 1960-х годов. В этом свете на диске в основном отдаётся предпочтение не более-менее современным аранжировкам, а ретро-акустике. В частности, на записи активно используются клавишные, ксилофоны и гармоники. Апина же, подобно знаменитым певицам обозначенной эпохи, играет роль целомудренной простушки, способной любить сильно, преданно и нежно (при этом, отвечая общей позитивной тональности проекта, её героиня нигде и ни в чём не упрекает объект своих воздыханий). Как объясняет Косинский, при создании альбома они с артисткой вдохновлялись атмосферой таких «ламповых» кинофильмов как «Девчата», «Волга-Волга», «Ирония судьбы», «Любовь и голуби» и трогательными фразами героинь Нонны Мордюковой, Татьяны Дорониной и Людмилы Гурченко. По словам самой Апиной, пластинка создавалась как единое произведение, с которым следует знакомиться от начала и до конца. «Каждую песню можно послушать, а потом вновь вернуться к жизни, вдохновиться и начать её с чистого листа», — обрисовала задумку певица.
Результатом стал эстрадный, поп-альбом, но с налётом ретро и элементами русского шансона. При этом, как объясняет музыкальный критик Алексей Мажаев, с шансоном проект принято ассоциировать из-за следования Апиной тренду «новой искренности», то есть свойской подачи материала, а не исполнения песен о тюрьме и воле. Так, композиция «Про пакетики» — о любимом, приходящем раз в неделю; «Про подарки» — женский блюз с мудрым рефреном «обещай мне небо, обещай мне звезды, это же не стоит ничего»; «Про краденое счастье» — поп-фолковый номер на тему любовного треугольника. Песня «Про мишек» позаимствована из репертуара Аркадия Северного, а юмористическая «Про тюбик» — у Виктора Третьякова. В свою очередь трек «Про день рождения» служит трогательным поздравлением с днём рождения и Новым годом. Последний, равно как истории «Про подарки» и «Про ветерок», написан на стихи Михаила Танича. Эти три текста поэт, по словам Апиной, оставил ей перед смертью. Легкие отклонения от выбранного для проекта музыкального стиля присутствуют в «Тюбике» (ча-ча-ча) и «Подарках» (рок). Во втором случае также единственный раз в альбоме из уст героини звучит мягкий укор любимого — за недостаток ласковых слов.
Несколько треков, в частности, «Ещё раз про любовь», «Про пакетики» и «Про мишек» ещё до релиза диска попали в активную ротацию на центральных радиостанциях. Концерт-презентация самого альбома состоялся 2 декабря 2010 года в БКЗ «Космос», где среди прочих гостей присутствовали авторы прозвучавших на пластинке песен: Григорий Заречный, Виктор Третьяков, Анна Серова, Игорь Хентов, Светлана Кулемина, Вячеслав Цветков (композитор знаменитых «Мишек»), Лидия Козлова и Андрей Косинский. Апина же, следуя стилистике альбома, примерила на себя сценический образ ретродивы. В первом отделении она исполнила новые песни, а во втором — хиты прошлых лет. При этом своеобразной экранизацией диска, согласно певице, стал документальный фильм «Ещё раз про любовь» (ТВЦ, 2011), в котором она выступила автором идеи и ведущей. Лента рассказывает историю любви Михаила Танича и его жены Лидии Козловой.

## Рецензии
| Оценки критиков    | Оценки критиков |
| Источник           | Оценка          |
| ------------------ | --------------- |
| InterMedia         | [ 1 ]           |
| StarsNews          | [ 2 ]           |
| NEWSmuz            | [ 6 ]           |
| Музыкальная правда | без рейтинга    |
| KM.RU              | без рейтинга    |

Музыкальный критик Алексей Мажаев, рецензируя альбом для газеты «Музыкальная правда» и портала InterMedia, выделил «очень правильный, свойский тон общения со зрителем», который начинается в буклете и продолжается на записи. Композитор и продюсер Андрей Косинский, по оценке журналиста, проявил себя «великолепным стилизатором». Хотя актёрская игра Апиной в интермедиях, согласно Мажаеву, слегка напоминает реплики из первой части «Старых песен о главном», атмосфера уютного ретро с их помощью поддерживается очень хорошо. В целом критик заключил, что новый репертуар как нельзя лучше подходит Апиной, которой, впрочем, и раньше ироничные и самоироничные песни удавались лучше страстных поп-хитов, а сам альбом должен понравится слушательницам средних лет, уставшим от абстрактных и пафосных любовных страданий. «Апина довольно долго не выпускала альбомов, но выпустила в итоге такой, с которым не стыдно возвратиться», — подытожил Мажаев.
Обозреватель портала KM.RU Денис Ступников отметил, что Апина достоверно играет выбранную ей для альбома роль простушки, а интермедии между песнями мастерски передают томления героини. При этом, согласно, рецензенту, некоторые из этих постановочных пьесок имеют самоценное значение и звучат не менее пронзительно, чем песни (в этом свете он особенно выделил трек «Сон»). Интерпретации песни из репертуара Аркадия Северного «Про мишек» и композиции «Про тюбик» авторства Виктора Третьякова он оценил как «блестящие», а «надсадный блюз» в треке «Про подарки», по его мнению, оказался Апиной весьма к лицу. Рецензент сайта NEWSmuz Дмитрий Прочухан самой удачной композицией в альбоме счёл заглавную «Ещё раз про любовь», поскольку она исполнена в привычной «апинской» манере. Выигрышным ходом с коммерческой точки зрения он назвали зарисовки «Предновогоднее» и кавер-версию песни «Про мишек». При этом обозреватель заметил, что несмотря на присущее обычно жанру шансон главенство лирики над музыкальными изысками, Апина в альбоме предлагает слушателю простенькие куплеты с незамысловатыми рифмами, такими как в треке «Про пакетики». По мнению Прочухана, у многих поклонников Апиной альбом может вызвать отторжение, поскольку ей пока не удается органично совместить привычную поп-музыку и русский шансон.
В рецензии для сайта StarsNews музыкальный критик Николай Фандеев, напротив, выделил сильный текстовый материал альбома, а слабым местом назвал музыку. По его мнению, в песне «Про подарки» Апина не органична в рок-стилистике; в треке «Про день рождения» — перебор с «удалой кабачатиной», а из композиции «Про краденое счастье» мог получиться супершедевр, если бы не банальная мелодия и «лихая, чуть ли не танцевальная аранжировка». В целом мелодии в альбоме, по оценке, Фандеева тривиальные и незапоминающиеся, а иногда оставляют впечатление дежавю. Так, в мотивах песни «Про день рождения» обозреватель усмотрел параллели с композицией «Сапёр» Александра Буйнова (муз. Игоря Крутого), а в «Ещё раз про любовь» нашёл сходства с «Качается вагон» ансамбля «Самоцветы» (муз. Вячеслава Добрынина). Вместе с тем, согласно Фандееву, диск стоит иметь в коллекции как минимум ради трёх песен: «невероятно душевной» «Про красную рябину», трогательной «Про мишек», которая в исполнении Апиной «наполнилась какой-то особой неповторимой нежностью», и «Про пакетики» — «с сюжетом, близким душам миллионов людей». Последняя, по мнению рецензента, получилась настолько эмоциональной, что обречена на долголетний успех.

## Трек-лист
Из 17 треков в альбоме 9 являются песнями (в списке ниже даны прямым начертанием), а остальные 8 — музыкальными интермедиями (выделены курсивом). В интермедиях «Сон» и «Любимое кино» звучат мотивы из ранних композиций Апиной — «Ложь во спасение» и «Узелки» соответственно.
| №   | Название                                                | Текст песни  | Музыка                    | Длительность |
| --- | ------------------------------------------------------- | ------------ | ------------------------- | ------------ |
| 1.  | «Знакомство»                                            | А. Апина     | А. Косинский              | 0:32         |
| 2.  | «Ещё раз про любовь»                                    | Г. Заречный  | Г. Заречный               | 3:04         |
| 3.  | «Случай»                                                | А. Апина     | А. Косинский              | 0:25         |
| 4.  | «Про пакетики»                                          | Г. Заречный  | Г. Заречный               | 3:17         |
| 5.  | «Про тюбик»                                             | В. Третьяков | В. Третьяков              | 2:28         |
| 6.  | «Предновогоднее»                                        |              | А. Косинский              | 0:34         |
| 7.  | «Про мишек»                                             | Ю. Тишкин    | В. Цветков                | 3:26         |
| 8.  | «Зал ожидания»                                          |              | А. Косинский              | 0:48         |
| 9.  | «Про подарки»                                           | М. Танич     | А. Косинский              | 3:39         |
| 10. | «Сон»                                                   | А. Апина     | А. Косинский              | 0:38         |
| 11. | «Про ветерок»                                           | М. Танич     | А. Косинский              | 3:49         |
| 12. | «Любимое кино»                                          | А. Апина     | С. Коржуков, А. Косинский | 0:55         |
| 13. | «Про краденое счастье»                                  | И. Хентов    | А. Серова                 | 2:50         |
| 14. | «Разлука»                                               | А. Апина     | А. Косинский              | 0:43         |
| 15. | «Про красную рябину»                                    | А. Апина     | С. Кулемина               | 3:38         |
| 16. | «Ты в жизни мне даёшь так много» (читает Лидия Козлова) | Л. Козлова   | А. Косинский              | 0:51         |
| 17. | «Про день рождения»                                     | М. Танич     | А. Косинский              | 3:35         |

## Персонал
- Продюсирование — А. Косинский
- Аранжировки — А. Косинский (1, 4—9), Е. Никитенко (2, 3)
- Гитара — А. Косинский (1, 3—6, 8, 9), С. Савин (2), А. Туманов (5)
- Бас-гитара — А. Косинский (5)
- Гармоника — Е. Никитенко (2, 4)
- Труба — О. Грабак (13)
- Подпевки — А. Косинский (1, 5, 9), C. Таюшев, Т. Рузавина, C. Таюшев (мл.), Е. Никитенко (9)
- Чтение стихов — Л. Козлова (16)

## Полезные ссылки
- Архивная страница альбома на сайте Алёны Апиной (аннотация и трек-лист)
- Заметка о работе над проектом на сайте композитора Андрея Косинского
- Фотографии с презентации альбома в фан-зоне Алёны Апиной «В контакте»
- Документальный фильм Алёны Апиной «Ещё раз про любовь» на сайте канала ТВЦ